# Kylie Sonique Love

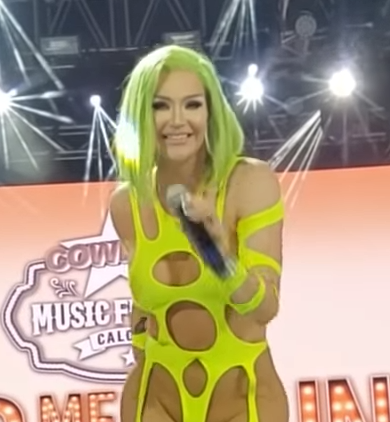
Kylie Sonique Love bei einem Auftritt 2019

Kylie Sonique Love (geboren 2. Mai 1983 in Albany) ist eine US-amerikanische Dragqueen, Sängerin und Tänzerin. Sie wurde vor allem durch ihre Teilnahmen an der zweiten Staffel von RuPaul’s Drag Race sowie der sechsten Staffel des Ablegers RuPaul’s Drag Race All Stars für ehemalige Kandidatinnen bekannt, letztere konnte sie für sich entscheiden.

## Leben
Kylie Sonique Love wurde 1983 in Albany im US-Bundesstaat Georgia geboren, wo sie auch aufwuchs. Love erkannte bereits im Kindesalter, sich nicht ihrem bei der Geburt zugewiesenem männlichen Geschlecht zugehörig zu fühlen, weswegen sie mit Mobbing durch Gleichaltrige zu kämpfen hatte. Im Alter von 15 Jahren outete sich Love gegenüber ihrer Mutter als trans, die dies als eine Phase betrachtete und ihre Tochter auf eine Militärschule schickte, um sie maskuliner werden zu lassen. Nach ihrem High-School-Abschluss zog Love nach Atlanta, wo sie die lokal bekannte Dragqueen The Goddess Raven kennenlernte, die mehrere landesweite Pageants, also Drag-Schönheitswettbewerbe, gewann. Sie wurde Loves drag mother, eine Art Mentorin. Durch deren Hilfe konnte sich Love schließlich als Größe der örtlichen Drag-Szene etablieren.

## Karriere

### Dragqueen
Ende Januar 2010 wurde Love offiziell neben elf weiteren Dragqueens als Teilnehmerin der zweiten Staffel von RuPaul’s Drag Race benannt. In der vierten Episode befand sie sich unter den letzten Zwei, verlor ihr Lipsync-Duell und schied daher als Neuntplatzierte aus. Bei der Reunion, einem Wiedertreffen aller Kandidatinnen, verkündete Love, eine trans Frau zu sein und mit einer geschlechtsangleichenden Maßnahme begonnen zu haben. Sie war damit auch die erste trans Kandidatin der Sendung.

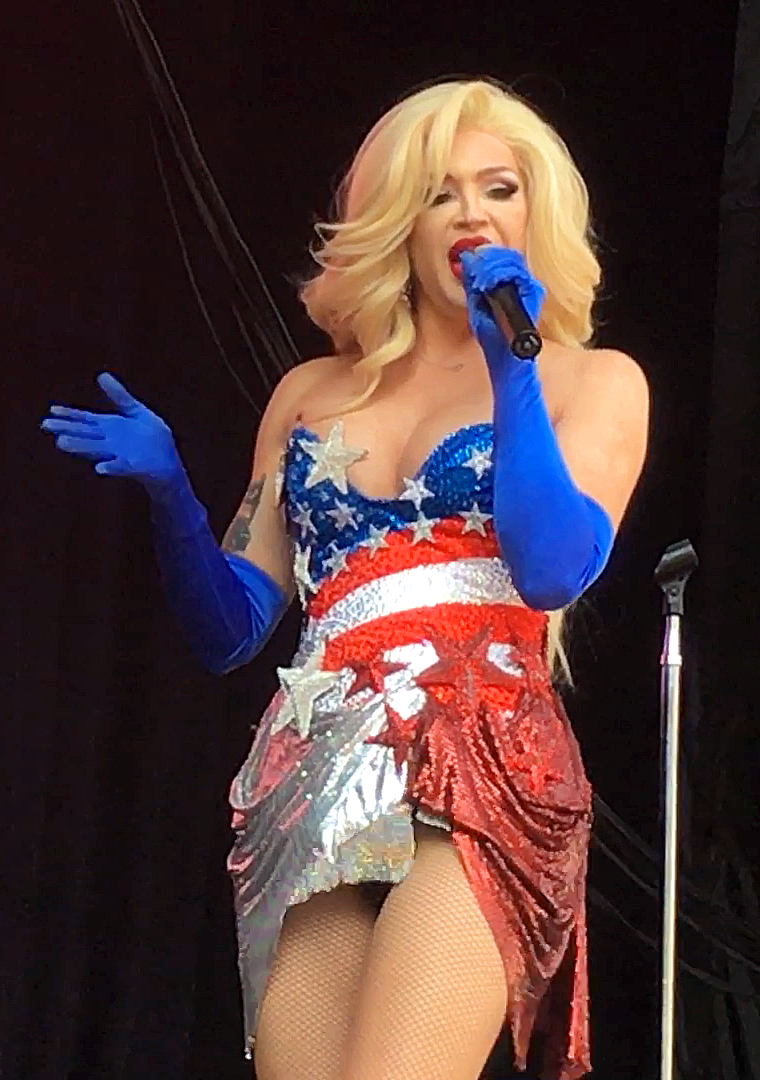
Love bei einem Auftritt 2021

Am 7. Dezember 2018 nahm Love am RuPaul’s Drag Race Holi-slay Spectacular teil, dies war eine Spezialfolge von Drag Race, bei der acht ehemalige Kandidatinnen wie üblich in Lipsync-Duellen zu Weihnachtsliedern von RuPaul gegeneinander antraten. Am Ende der Episode wurden alle acht zur Gewinnerin gekürt. Am 28. Februar 2019 war sie erstmals wieder zusammen mit 14 weiteren ehemaligen Kandidatinnen in der Hauptsendung zu sehen, die bei einer Mini-Challenge genannten Aufgabe mit jeweils einer Teilnehmerinnen der aktuellen elften Staffel für ein Fotoshooting posierten.
Seit dem 29. März 2020 moderiert Love zusammen mit ihren Kolleginnen Jiggly Caliente, Carmen Carrera und Peppermint auf dem zu Apple TV gehörenden Kanal OUTtv, der sich an LGBT-Personen richtet, die Talkshow Translation, bei der sie gemeinsam verschiedene Themen besprechen. Translation ist die erste Talkrunde eines großen Fernsehsenders, deren Moderationsstab nur aus trans Personen besteht.
Am 26. Mai 2021 wurde Love neben zwölf weiteren Dragqueens als Teilnehmerin der sechsten Staffel von RuPaul’s Drag Race All Stars bekannt gegeben, an diesem Ableger nehmen nur ehemalige Kandidatinnen teil. Love gewann eine der elf Challenges genannten Hauptaufgaben, dies war Schauspielern in einer AHS-Parodie. Als Siegerin trat sie anschließend gegen den Lipsync Assassin, die ehemalige Kandidatin Manila Luzon, im Lipsync an. Da Love das Duell gewann, entschied ihre Stimme, welche der beiden letzten Zwei ausschied, ihre Wahl fiel auf A’keria Chanel Davenport. In der fünften, neunten und zehnten Folge befand sich Love unter den schwächsten Kandidatinnen, wurde allerdings nicht rausgewählt. Sie erreichte schließlich das Finale am 2. September, gewann den Lipsync gegen die anderen Finalistinnen und wurde so Siegerin der Staffel.
Am 30. Juni 2021 spielte Love unter anderem neben Bianca Del Rio und Shea Couleé in Dragging the Classics: The Brady Bunch mit. Dies war ein kurzes Fernseh-Remake der bekannten Episode Will the Real Jan Brady Please Stand Up? der Serie Drei Mädchen und drei Jungen (Original The Brady Brunch). Neben mehreren Dragqueens waren in diesem auch die ehemaligen Brady Brunch- Darsteller Barry Williams, Eve Plumb und Susan Olsen sowie RuPaul und die Drag Race-Jurorin Michelle Visage zu sehen.
2022 wurde Love für ihre Teilnahme bei Drag Race für einen MTV Movie & TV Award in der Kategorie Beste Reality-Rückkehr nominiert.

### Musik

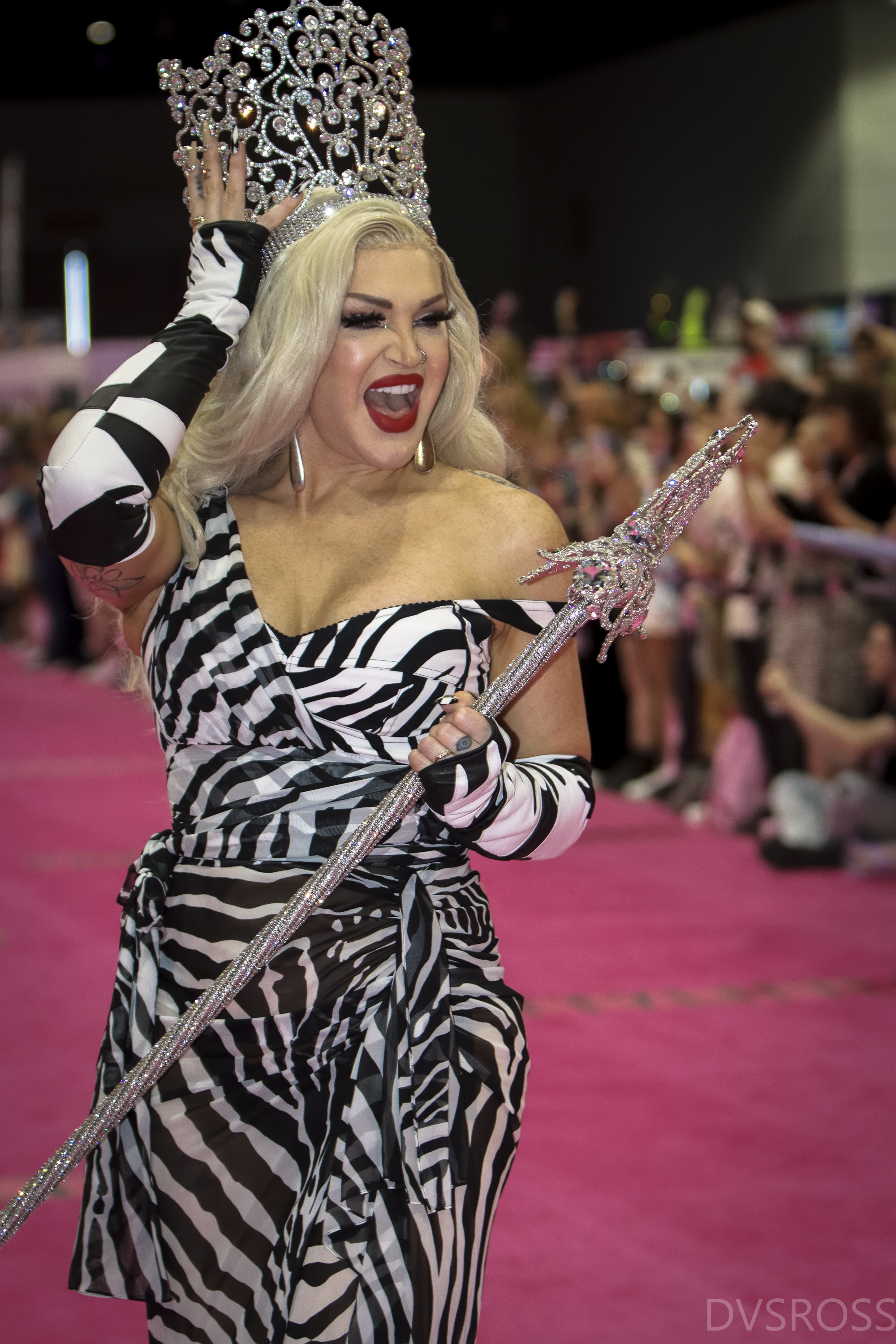
Love auf der DragCon 2022

Am 30. August 2015 fungierte Love zusammen mit 29 Kolleginnen wie Alyssa Edwards, Shangela Laquifa Wadley und Violet Chachki als Backgroundtänzerin für Miley Cyrus bei den MTV Video Music Awards. Im Juni 2018 stand sie zusammen mit den ehemaligen Drag Race-Kandidatinnen Morgan McMichaels und Farrah Moan nach einem Drag-Wettbewerb auf der Los Angeles Pride bei einem Spontan-Auftritt von Christina Aguilera auf der Bühne. Im selben Jahr wirkte Love an der EP A Little Bit of Tammie ihrer Kollegin Tammie Brown mit. Am 7. Dezember, also dem Ausstrahlungsdatum des RuPaul’s Drag Race Holi-slay Spectacular, veröffentlichte Sonique ihre erste Single Santa, Please Come Home.
Im April 2019 stand Love mit anderen früheren Drag Race-Teilnehmerinnen für ein Musikvideo zum Lied Juice der Künstlerin Lizzo vor der Kamera. Ebenfalls 2019 veröffentlichte sie weitere Lieder mit den Titeln Hey Hater sowie Hey Hater, Pt. 2. 2021 nahm sie zusammen mit sechs Kandidatinnen von RuPaul’s Drag Race All Stars in der siebten Folge die Single Show Up Queen auf. Im Finale folgte eine weitere mit dem Titel This is Our Country, auf der Love neben RuPaul, Tanya Tucker sowie den anderen Finalistinnen Ginger Minj, Eureka O’Hara und Ra’Jah O’Hara zu hören war.